# Lithacodia micronephra
Lithacodia micronephra är en fjärilsart som beskrevs av George Francis Hampson 1910. Lithacodia micronephra ingår i släktet Lithacodia och familjen nattflyn. Inga underarter finns listade i Catalogue of Life.